# مشتان
مشتان، روستایی از توابع بخش مرکزی شهرستان کازرون در استان فارس ایران است.
این روستا یکی از روستاهای پنجگانه معروف به قراء خمسه در نزدیکی شهر کازرون است. روستاهای قراء خمسه به ترتیب فاصله از شهر کازرون شامل پنج روستای مشتان، مهرنجان، بلیان، ابوعلی و سیف آباد است.این روستا یکی از بزرگترین و پرجمعیت‌ترین روستاهای شهرستان کازرون است و فاصله کمی با شهر دارد. مردم روستا به زبان لری با لهجه خاص خود صحبت میکنند.

## جمعیت
این روستا در شهرستان کازرون قرار دارد و بر اساس سرشماری مرکز آمار ایران در سال ۱۳۹۵، جمعیت آن ۳,۰۹۳ نفر (۸۶۵ خانوار) بوده‌است.